# Atanazy (Jevtić)
Atanazy, nazwisko świeckie Jevtić (ur. 8 stycznia 1938 w Brdaricy, zm. 4 marca 2021 w Trebinje) – serbski biskup prawosławny.

## Życiorys
Po ukończeniu gimnazjum w Šabacu wstąpił do seminarium duchownego św. Sawy w Belgradzie, którego dyplom uzyskał w czerwcu 1958. 3 grudnia 1960, po odbyciu obowiązkowej służby wojskowej, złożył wieczyste śluby zakonne przed archimandrytą Justynem (Popoviciem, którego był uczniem duchowym). Kontynuował również podjęte w 1958 studia teologiczne, które ukończył w 1963. Wcześniej, w 1961, przyjął święcenia diakońskie, zaś 28 sierpnia tego samego roku – kapłańskie.
Za zgodą Świętego Synodu Serbskiego Kościoła Prawosławnego w lutym 1964 udał się na studia doktoranckie, które rozpoczął w Akademii Teologicznej Patriarchatu Konstantynopolitańskiego na wyspie Chalki, zaś ukończył na uniwersytecie w Atenach. Tytuł doktora teologii uzyskał w 1967 na podstawie dysertacji poświęconej eklezjologicznej nauce św. Pawła w świetle prac św. Jana Złotoustego. Hieromnich Atanazy pozostawał w Atenach jeszcze przez rok, studiując patrystykę i służąc w cerkwi przy rosyjskiej ambasadzie w stolicy Grecji.
Jesienią 1968 przybył do Paryża, gdzie uczył się języka francuskiego i wykładał w Instytucie św. Sergiusza podstawy teologii oraz historię Kościoła w Bizancjum. Prowadził również wykłady z patrologii w Instytucie Katolickim w Paryżu oraz z literatury bizantyjskiej na Sorbonie. Pracował w różnych parafiach prawosławnych w stolicy Francji. Od 1973 wykładał na Uniwersytecie Belgradzkim historię Cerkwi, od 1983 jako profesor nadzwyczajny, zaś od 1987 – jako profesor zwyczajny. W latach 1980/81 oraz 1990/91 był dziekanem wydziału teologicznego. Opublikował ponad 100 prac, wielokrotnie występował również z odczytami publicznymi lub uczestniczył w otwartych debatach w Belgradzie.
7 lipca 1991 przyjął chirotonię biskupią i objął katedrę banacką. W maju 1992 został przeniesiony do eparchii zahumsko-hercegowińskiej z siedzibą w Mostarze. Z powodu wybuchu wojny w Bośni musiał opuścić swoją dotychczasową rezydencję i przenieść się do monasteru Tvrdoš w Trebinje, gdzie przebywał do dnia śmierci. W 1994 założył Akademię Duchowną im. Bazylego Ostrogskiego w Srbinje, której pierwszym rektorem został osobiście.
Wielokrotnie w krytyczny sposób oceniał politykę Stanów Zjednoczonych i państw Europy zachodniej wobec Jugosławii, a następnie Serbii. Negatywnie ocenił układ z Dayton i należał do grupy duchownych, która zażądała od patriarchy serbskiego Pawła ustąpienia za publiczne wyrażenie poparcia wobec tejże umowy. Obok biskupów Amfilochiusza (Radovicia) i Artemiusza (Radosavljevicia), również uczniów duchowych archimandryty Justyna (Popovicia) zaliczany był do najbardziej konserwatywnego, nacjonalistycznego skrzydła Serbskiego Kościoła Prawosławnego, utożsamiającego się z teologią św. Mikołaja (Velimirovicia). W swoich tekstach wielokrotnie nawiązywał do ideologii świętosawia i mitów związanych z bitwą na Kosowym Polu. Przez wiele lat popierał politykę Slobodana Miloševicia, z czego ostatecznie wycofał się.
W 1999 na własną prośbę odszedł w stan spoczynku, kontynuując przy tym pracę naukową. Był członkiem Związku Pisarzy Serbii i Czarnogóry. Współautor przekładu Pisma Świętego na współczesny język serbski.
Zmarł 4 marca 2021 r. w Trebinje w wyniku powikłań COVID-19 i zapalenia płuc podczas pandemii COVID-19. Został pochowany na cmentarzu monasteru Tvrdoš trzy dni później, 6 marca.